# Georg von Thurn und Valsassina (Politiker)
Georg Friedrich Graf Thurn-Valsassina (* 29. März 1834 in Mainz; † 2. Juni 1879 in Brüssel) war ein österreichischer Titulargraf und Politiker aus dem Adelsgeschlecht Thurn und Valsassina.

## Herkunft
Thurn-Valsassina war der Sohn des Generals Georg von Thurn und Valsassina (1788–1866) und dessen Ehefrau Emilie Gräfin Chorinsky (1811–1888).

## Leben
Thurn-Valsassina erhielt Privaterziehung und trat im Mai 1851 als Gemeiner in die Armee ein. Im August 1851 wurde er Unter- und 1852 Oberleutnant. Im Jahr 1855 wurde er zum Rittmeister befördert und trat 1862 als Major außer Dienst. Er kämpfte 1859 in Italien und erhielt für seine Teilnahme an der Schlacht bei Magenta die allerhöchste Belobigung und das Militär-Verdienstkreuz.
Seit dem Tod seines Vaters 1866 war er Besitzer der Fideikommisse Bleiburg/Pliberk (Bez. Völkermarkt) und Lechen/Legen (heute Gem. Slovenj Gradec, Bez. Windischgraz / Slovenji Gradec, Untersteiermark, heute Slowenien). Am 25. November 1867 wurde erbliches Mitglied im Herrenhaus des Reichsrats.
Vom 18. Februar 1867 bis zu seinem Mandatsverzicht am 21. Mai 1870 war er Abgeordneter im Kärntner Landtag. Er gehörte dem Klub Verfassungstreuer Großgrundbesitz an. Im Landtag wer er in der
- II. Wahlperiode: Obmann des volkswirtschaftlichen und Mitglied des Bau- und des Verifikationsausschusses
- III. Wahlperiode: Obmann des Ausschusses für Bauten und Kommunikation und in der
- IV. Wahlperiode: Obmann des Ausschusses für Bauten und Kommunikation

Nach seinem Rücktritt wurde sein Bruder Johann Douglas von Thurn-Valsassina in den Landtag gewählt.
Außerdem war er Oberst-Erblandhofmeister in Krain und der windischen Mark, Erblandsilberkämmerer in Kärnthen, Erblandmarschall in Görz und Gradisca sowie Burggraf von Lienz.

## Familie
Thurn und Valsassina war römisch-katholisch und heiratete am 17. September 1861 in erster Ehe die Gräfin Maria Gabriele Anna von Pálffy-Daun von Erdöd (* 19. August 1841; † 23. Juni 1867). Aus der Ehe gingen 2 Töchter und ein Sohn hervor:
- Maria Gabriele (* 17. Oktober 1862) ⚭ 1886 Graf Hugo O’Donell von Tyrconell
- Karoline Sidonie (* 5. Oktober 1863) ⚭ 1884 Graf Philipp von Sternberg
- Vincenz Georg (* 22. März 1866)

Nach dem Tod der ersten Ehefrau heiratete er am 13. Mai 1872 in zweiter Ehe die Gräfin Eugenia Vrints zu Falkenstein (* 1. Oktober 1847; † 13. Februar 1879). Aus dieser Ehe gingen 3 Söhne und eine Tochter hervor, darunter:
- Franz Johann Douglas (* 10. Mai 1876; † 26. Juli 1904) ⚭ Gräfin Gabriele Sophie von Thurn und Valsassina (* 10. Februar 1841; † 6. Januar 1892)
- Alexander (* 3. Februar 1879; † 5. März 1962) ⚭ Aloysia Eugénie Johanna Maria Gabriela Kinsky von Wchinitz und Tettau (1886–1975)